# Lova Rajaona
 (mai 2023).
Pour les articles homonymes, voir Rajaona.
Tosiharilova Rajaona (née le 6 avril 1974), plus connue sous le nom Lova Rajaona, est une femme politique malgache.

## Biographie
Le père de Lova Rajaona est Justin Rajaona, ancien député d'Antanifotsy.
Lova Rajaona étudie jusqu'à la seconde à Madagascar avant de s'installer en France, où elle étudie au lycée Voltaire, puis en Norvège où elle étudie à l'université de Bergen. Elle s'y installe pour plus de vingt ans et a deux enfants. Elle travaille dans l'administration du personnel.
Rajaona crée une association, Blueways, contre la pauvreté à Madagascar et pour l'accès à l'éducation. Elle rentre également régulièrement dans sa ville d'origine, Antanifotsy. Choquée par la pauvreté de sa région d'origine, elle décide de se lancer en politique. Quelques mois plus tard, des élections ont lieu et on lui propose d'être députée, mais elle refuse afin de participer aux élections communales et de se présenter à la mairie d'Antanifotsy. Elle remporte l'élection et devient la première femme maire de la ville. Son travail principal est de réduire la corruption, d'augmenter le taux de recouvrement des impôts, et de numériser les services de la ville.
Son mandat se termine en 2024.